# Gadesangersken Rosita
Gadesangersken Rosita (originaltitel Rosita) er en amerikansk stumfilm fra 1923 af Ernst Lubitsch.

## Medvirkende
- Mary Pickford som Rosita
- Holbrook Blinn
- Irene Rich
- George Walsh som Don Diego
- Charles Belcher